# Studená válka (film)
Studená válka (v polském originále Zimna wojna) je film polského režiséra Pavla Pawlikowského, uvedený v roce 2018. Film byl uveden na Filmovém festivalu v Cannes, kde obdržel cenu za nejlepší režii, a také byl promítán na Mezinárodním filmovém festivalu Karlovy Vary. Distributorem filmu v České republice je společnost Aerofilms s.r.o.
Film získal několik nominací, včetně čtyř nominací na Oscara (nejlepší cizojazyčný film, nejlepší režisér, nejlepší kamera) a čtyř nominací na Filmovou cenu Britské akademie.

## Hlavní role
| Joanna Kuligová   | Zula      |
| Tomasz Kot        | Wiktor    |
| Borys Szyc        | Kaczmarek |
| Agata Kulesza     | Irena     |
| Cédric Kahn       | Michel    |
| Jeanne Balibarová | Juliette  |

## Ocenění a nominace
| Ocenění                                       | Datum ceremoniálu  | Kategorie                           | Nominovaný                                                              | Výsledek  |
| --------------------------------------------- | ------------------ | ----------------------------------- | ----------------------------------------------------------------------- | --------- |
| Alliance of Women Film Journalists            | 10. ledna 2019     | nejlepší cizojazyčný film           |                                                                         | nominace  |
| American Society of Cinematographers          | 9. února 2019      | nejlepší kamera                     | Łukasz Żal                                                              | vítězství |
| Ceny belgické filmové kritiky                 | 5. ledna 2019      | Hlavní cena                         |                                                                         | vítězství |
| British Independent Film Awards               | 2. prosince 2018   | nejlepší mezinárodní nezávislý film | Paweł Pawlikowski, Janusz Głowacki, Ewa Puszczynska a Tanya Seghatchian | nominace  |
| Chicago Film Critics Association              | 8. prosince 2018   | nejlepší cizojazyčný film           |                                                                         | nominace  |
| Chicago Film Critics Association              | 8. prosince 2018   | nejlepší kamera                     | Łukasz Żal                                                              | nominace  |
| Critics' Choice Movie Awards                  | 13. ledna 2019     | nejlepší cizojazyčný film           |                                                                         | nominace  |
| Dallas–Fort Worth Film Critics Association    | 17. prosince 2018  | nejlepší cizojazyčný film           |                                                                         | 2. místo  |
| Evropské filmové ceny                         | 15. prosince 2018  | nejlepší film                       |                                                                         | vítězství |
| Evropské filmové ceny                         | 15. prosince 2018  | nejlepší režie                      | Paweł Pawlikowski                                                       | vítězství |
| Evropské filmové ceny                         | 15. prosince 2018  | nejlepší scénář                     | Paweł Pawlikowski                                                       | vítězství |
| Evropské filmové ceny                         | 15. prosince 2018  | nejlepší herečka                    | Joanna Kuligová                                                         | vítězství |
| Evropské filmové ceny                         | 15. prosince 2018  | nejlepší herec                      | Tomasz Kot                                                              | nominace  |
| Evropské filmové ceny                         | 15. prosince 2018  | nejlepší střih                      | Jarosław Kamiński                                                       | vítězství |
| Filmový festival v Cannes                     | 8–19. května 2018  | nejlepší režie                      | Paweł Pawlikowski                                                       | vítězství |
| Florida Film Critics Circle                   | 21. prosince 2018  | nejlepší kamera                     | Lukasz Zal                                                              | vítězství |
| Premis Gaudí                                  | 27. ledna 2019     | nejlepší evropský film              |                                                                         | vítězství |
| Goyovy ceny                                   | 2. února 2019      | nejlepší evropský film              |                                                                         | vítězství |
| Zlatohlávek                                   | 28. ledna 2019     | nejlepší cizojazyčný film           | Paweł Pawlikowski                                                       | nominace  |
| Houston Film Critics Society                  | 3. ledna 2019      | nejlepší cizojazyčný film           |                                                                         | nominace  |
| National Board of Review                      | 27. listopadu 2018 | nejlepší cizojazyčný film           |                                                                         | vítězství |
| New York Film Critics Circle                  | 29. listopadu 2018 | nejlepší cizojazyčný film           |                                                                         | vítězství |
| New York Film Critics Online                  | 9. prosince 2018   | nejlepší cizojazyčný film           |                                                                         | vítězství |
| Oscar                                         | 24. února 2019     | nejlepší režisér                    | Paweł Pawlikowski                                                       | nominace  |
| Oscar                                         | 24. února 2019     | nejlepší cizojazyčný film           | Paweł Pawlikowski                                                       | nominace  |
| Oscar                                         | 24. února 2019     | nejlepší kamera                     | Łukasz Żal                                                              | nominace  |
| San Diego Film Critics Society                | 10. prosince 2018  | nejlepší cizojazyčný film           |                                                                         | nominace  |
| San Francisco Film Critics Circle             | 9. prosince 2018   | nejlepší cizojazyčný film           |                                                                         | nominace  |
| San Francisco Film Critics Circle             | 9. prosince 2018   | nejlepší kamera                     | Łukasz Żal                                                              | nominace  |
| Satellite Awards                              | 17. února 2019     | nejlepší cizojazyčný film           |                                                                         | nominace  |
| Satellite Awards                              | 17. února 2019     | nejlepší kamera                     | Łukasz Żal                                                              | nominace  |
| Toronto Film Critics Association              | 9. prosince 2018   | nejlepší cizojazyčný film           |                                                                         | 2. místo  |
| Washington D.C. Area Film Critics Association | 3. prosince 2018   | nejlepší cizojazyčný film           |                                                                         | nominace  |